# Republica Sovietică Slovacia
Republica Sovietică Slovacia a cuprins un stat comunist în sudul și estul Slovaciei cu capitala la Prešov condus de jurnalistul ceh Antonín Janoušek.
Slovacia a fost preventiv ocupată de Gărzile Roșii din Republica Sovietică Ungaria, care a înființat Republica Sovietică Slovacia ca un regim marionetă. După un scurt război între Ungaria, Cehoslovacia și România,Slovacia a fost complet restaurată în Cehoslovacia și Ungaria a fost ocupată de România.

## Înființare
Cea mai slabă amenințare capitalistă a Ungariei o reprezenta Slovacia.La 20 mai, armata ungară atacă în acea direcție și obține succese.În iunie,ungurii ocupă orașul Košice și amenință Bratislava.
Generalul Piccione este înlocuit de la conducerea armatei cehoslovace cu generalul francez Maurice Pelle, care pornește contraofensiva.La 7 iunie, guvernul Ungariei primește o telegramă-ultimatum din partea primului ministru francez Clemenceau, în care era somat să înceteze imediat ostilitățile, sub amenințarea unei ofensive generale împotriva Ungariei. Mulțumită raspunsului conciliant dat de Béla Kun, generalul Pelle oprește contraofensiva, dar o reia câteva zile mai târziu.
Având aproximativ două treimi din Slovacia sub controlul lor, comuniștii instaurează la 16 iunie 1919 în acest teritoriu Republica Sovietică Slovacă,cu jurnalistul ceh Antonín Janoušek la conducere.